# Centro Natación Helios
El Centro Natación Helios és un club esportiu de la ciutat de Saragossa. El club té seccions d'escacs, basquetbol, futbol, halterofília, judo, muntanyisme, natació, pàdel, patinatge, pilota basca, pesca esportiva, Petanca, piragüisme, rem, tennis, tennis de taula, triatló i waterpolo.
Va ser fundat l'any 1925.
La secció de basquetbol va jugar a la primera divisió espanyola durant set temporades, la primera la 1959-60 i la darrera la 1980-81. Aquest darrer any, la secció de basquetbol abandonà el club, creant-se una nova entitat anomenada Club Baloncesto Zaragoza. Aquest nou club s'uní amb el patrocinador Caja de Ahorros de la Inmaculada (CAI) i jugà molts anys la lliga ACB amb el nom CAI Zaragoza.
La secció de waterpolo va ascendir el maig de 2009 a la divisió d'honor masculina en vèncer per 15 a 8 al CN Ondarreta-Alcorcón, després de vint anys d'absència.
La secció d'handbol també jugà a la divisió d'honor espanyola. El darrer cop que el club ascendí a la màxima categoria fou el 14 de juny de 1981, després de derrotar el Beti Onak de Villava (Navarra).